# Melanchra rufa
Melanchra rufa là một loài bướm đêm trong họ Noctuidae.